# Humphrey Lloyd
Humphrey Lloyd (Dublino, 1800 – 1881) è stato un fisico irlandese.
Prevosto al Trinity College di Dublino e membro della Royal Society, fu autore di vari esperimenti sulla rifrazione conica e i cristalli in genere.